# Рожков, Богдан Игоревич
Богдан Игоревич Рожков (20 сентября 1994, Узловая, Тульская область, Россия — 15 марта 2023, Украина) — российский военнослужащий, гвардии капитан. Герой Российской Федерации (посмертно, 2023).

## Биография
Родился 20 сентября 1994 года в Узловая Тульской области России.
С 8-го класса Рожков занимался в военно-спортивном патриотическом клубе десантного профиля «Гвардеец» имени гвардии майора А. Дёмина.
В 2012 году окончил среднюю общеобразовательную школу (ныне — центр образования) № 4 в своём родном городе. В том же году был призван в армию на срочную военную службу, которую проходил в 51-м гвардейском парашютно-десантном полку 106-й гвардейской воздушно-десантной дивизии города Тула.
По завершении срочной службы стал курсантом Московского высшего военного (с 2017 года — высшего общевойскового) командного училища. После окончания училища Рожков распределён в Западный военный округ, где начинал служить командиром мотострелкового взвода в 25-й отдельной гвардейской мотострелковой Севастопольской Краснознамённой бригаде имени Латышских стрелков 6-й общевойсковой Краснознамённой армии в городе Луга Ленинградской области.
Рожков принимал участие во вторжении России на Украину. В 2022 году был ранен. 15 марта 2023 года получил смертельное ранение в ходе боевых действий.

## Награды
- Герой Российской Федерации (высшее звание присвоено (посмертно) Указом Президента Российской Федерации от 26 июля 2023 года («закрытым») за мужество и героизм, проявленные при исполнении воинского долга). Медаль «Золотая Звезда» передана его семье 17 августа 2023 года в городе Узловая Тульской области заместителем командующего войсками Западного военного округа по материально-техническому обеспечению генерал-майором В. А. Фурмановым.
- Орден Мужества.
- Медаль «За воинскую доблесть» (Минобороны) II степени (2022).
- Другие награды.